# Паньков, Юрий Николаевич
Юрий Николаевич Паньков (21 марта 1926 — неизвестно) — советский спортсмен (хоккей с шайбой, футбол), защитник. Хоккейный тренер. Футбольный судья.

## Биография
В 1950—1952 годах играл за футбольный клуб ДО (Новосибирск) в соревнованиях КФК. В хоккее выступал за ОДО (Новосибирск) (1949/50 — 1952/53), «Динамо» Новосибирск (1953/54 — 1956/57).
Играющий тренер (1954—1956), старший тренер (1957—1958, 1961—1962) ХК «Динамо» Новосибирск. Старший тренер СКА (Новосибирск) (1962/63 — 1964/65).
В 1961—1963 годах на восьми матчах чемпионата СССР по футболу отработал в качестве главного судьи.